# Mulatorps naturreservat
Mulatorp är ett naturreservat i Olofströms kommun i Blekinge län.
Reservatet är skyddat sedan 2004 och omfattar 68 hektar. Det är beläget 7,5 km norr om Vilshult, intill gränsen mot Skåne, mellan Mulasjön och Hejsjön.

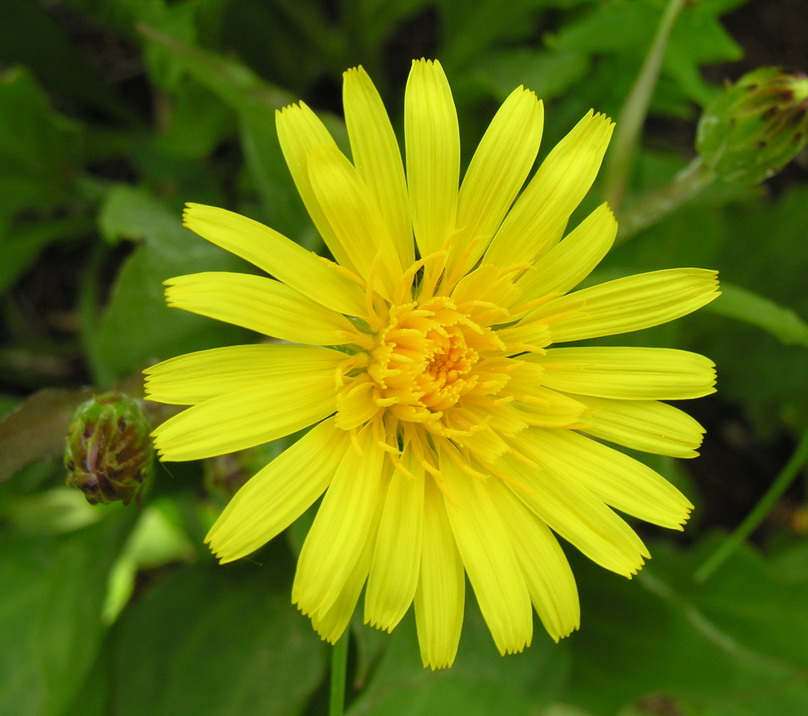
Svinrot

Området består av en mindre ensamgård med ängs- och betesmarker. Dessa är omgivna av ek- och bokskog samt barrblandskog. Ängen är en
gammal löväng som domineras av hamlade askar, lindar och lönnar. I fältskiktet kan man hitta svinrot, gullviva och ängsvädd. Exempel på rödlistade arter i området är blomskägglav, almlav, blek kraterlav, jättekamskivling och  räfflad nagelskivling.
Naturreservatet ingår i EU:s ekologiska nätverk, Natura 2000.